# Lova Lova
Lova Lova è il quarto album in studio del gruppo musicale power pop francese Superbus, pubblicato nel 2009.

## Tracce
1. Nelly
2. Addictions
3. I Wanna Be U
4. Hello Hello
5. À La Verticale
6. Just Like The Old Days
7. Gogo Dance Show
8. London Town
9. Call Girl
10. Apprends-Moi
11. Keyhole
12. Lova Lova

## Classifiche
| Classifica | Posizione raggiunta |
| ---------- | ------------------- |
| Francia    | 2                   |